# هاوکر هاوفینچ
هاوکر هاوفینچ (به انگلیسی: Hawker Hawfinch) یک هواپیمای ساختِ کارخانهٔ هاوکر ایرکرفت در کشور بریتانیا است. این هواپیما برای نخستین بار در ۱ مارس ۱۹۲۷ میلادی مورد استفاده قرار گرفت.